# Ladislao Mazurkiewicz
Ladislao Mazurkiewicz Iglesias (Piriápolis, 1945. február 14. – Montevideo, 2013. január 2.) válogatott uruguayi labdarúgó, kapus.

## Pályafutása

### Klubcsapatban
1963-ban az Racing Club csapatában mutatkozott be az uruguayi élvonalban. 1964 és 1971 között a Peñarol játékosa volt. Két bajnoki címet szerzett ebben az időszakban a csapattal (1967, 1968). Tagja volt az 1966-os Libertadores-kupa és Interkontinentális kupa győztes csapatnak. 1971 és 1980 között külföldre szerződött. Először három idényt a brazil Atlético Mineiro együttesében védett. Egy brazil bajnoki címet szerzett a csapattal 1971-ben. Szerepelt a spanyol Granada, a chilei Cobreloa és a kolumbiai América de Cali csapataiban. 1980-ban hazatért Uruguayba. 1981-ben egy újabb bajnoki címet szerezve a Peñarol játékosaként vonult vissza az aktív labdarúgástól.

### A válogatottban
1965 és 1974 között 36 alkalommal szerepelt az uruguayi válogatottban. Három világbajnokságon vett részt 1966 és 1974 között.

### Edzőként
1988–89-ben a Peñarol edzője volt.

## Halála
2013 január 2-án, 67 éves korában, Montevideoban érte a halál. A Recuerdo temetőben nyugszik.

## Sikerei, díjai
Uruguay
- Copa América
  - győztes: 1967
- Világbajnokság
  - 4. helyezett: 1970, Mexikó

 Peñarol
- Uruguayi bajnokság
  - bajnok: 1967, 1968, 1981
- Libertadores-kupa
  - győztes: 1966
- Interkontinentális kupa
  - győztes: 1966

 Atlético Mineiro
- Brazil bajnokság
  - bajnok: 1971